# 小宮喬介
小宮 喬介（こみや きょうすけ、1896年（明治29年）12月6日 - 1951年（昭和26年）9月26日）は、日本の法学者、医学者である。

## 経歴・人物
神奈川県に生まれ、東京帝国大学（現在の東京大学）医学部に入学する。1923年（大正12年）に卒業後は、法医学の研究に専念し1926年（大正15年）に愛知医科大学の助教授となり後に教授に昇格した。
その後は名古屋医科大学（現在の名古屋大学医学部）を経て、校名変更により1939年（昭和14年）から1948年（昭和23年）名古屋帝国大学にて教鞭を執る。勤務中に医学博士を取得し、第22代日本法医学会の会長に就任し、指紋の研究を主に鑑識科学の研究に専念した。この影響もあり、大学退職後の1949年（昭和24年）に発生した下山事件の衆議院法務委員会に参考人として招致され事件解決に導いた。